# 포소블랑코

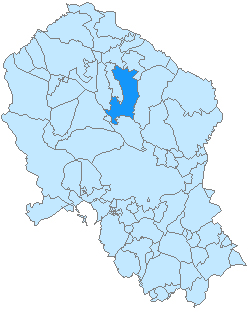
포소블랑코의 위치

포소블랑코(스페인어: Pozoblanco)는 스페인 안달루시아주 코르도바도에 위치한 도시로 면적은 329.92km2, 높이는 654m, 인구는 17,796명(2010년 기준), 인구 밀도는 54명/km2이다.

시 문장